# RandstadRail

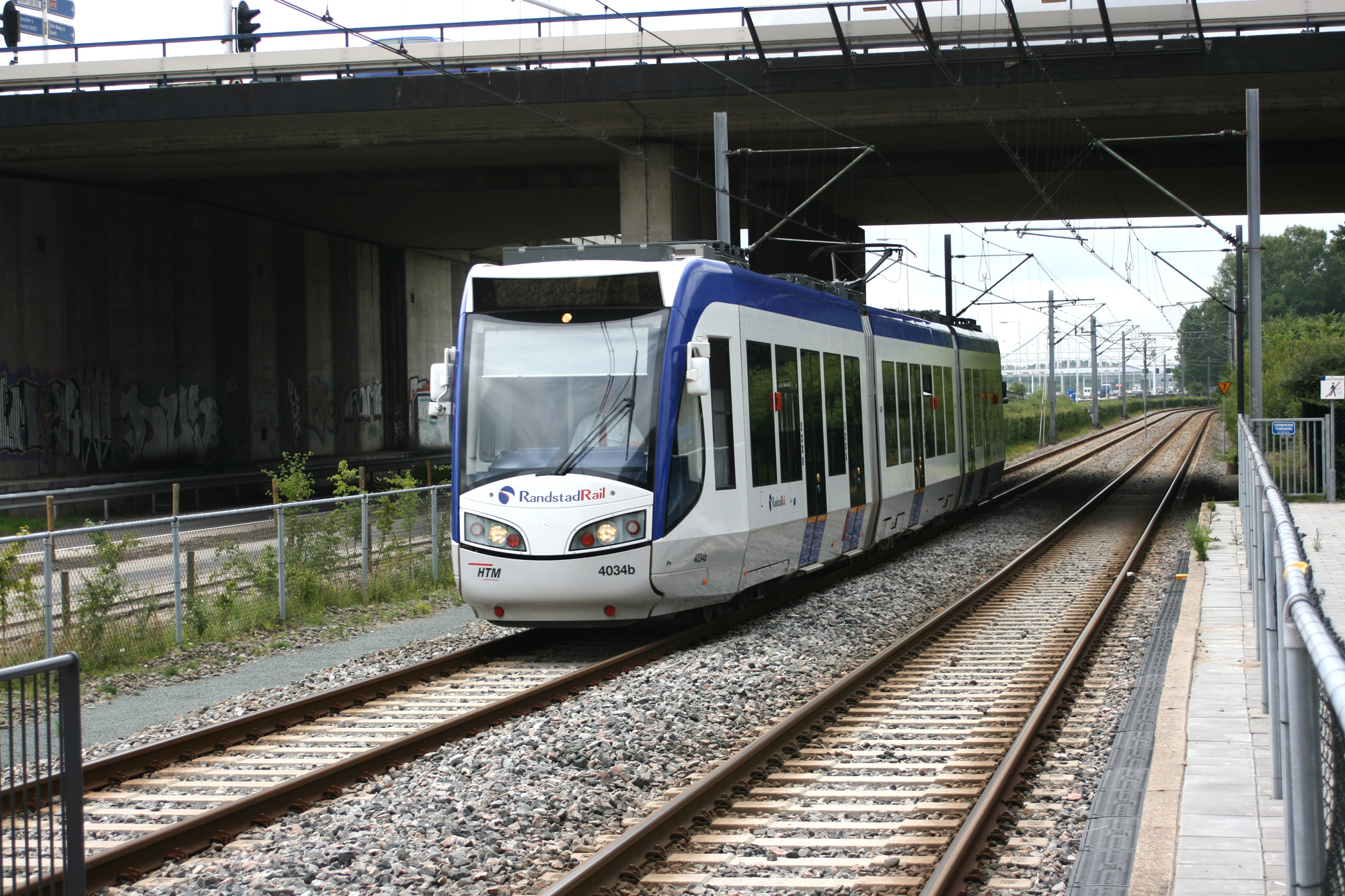
Состав RandstadRail около станции Дримансполдер, Зутермер.

RandstadRail — система легкорельсового транспорта в Нидерландах, введённая в действие в 2006 году. Состоит из трёх линий: две соединяют Гаагу и Зутермер, третья Гаагу и Роттердам через Нотдорп и Пейнаккер. Образована на месте двух железнодорожных линий, ранее принадлежавших главному железнодорожному перевозчику Нидерландов — Nederlandse Spoorwegen. Соединена с системой гаагского трамвая и роттердамским метрополитеном. При передаче железнодорожных линий RandstadRail существенно уменьшился интервал движения поездов и был открыт ряд новых станций, железнодорожные составы заменены на короткие составы, подходящие для легкорельсового транспорта.
Линия E полностью проходит по бывшей второстепенной железнодорожной линии Гаага — Роттердам, начинаясь на вокзале Роттердам Хофплейн (нидерл. Rotterdam Hofplein) и заканчиваясь на центральном вокзале Гааги. Две другие линии (3 и 4, номера встроены в нумерацию городского транспорта Гааги) начинаются из Зутермера и продолжаются за центральный вокзал Гааги по городу, используя существующие трамвайные пути, а также трамвайный тоннель, открытый 16 октября 2004 года.
К концу 1980-х годов железнодорожные линии как в Роттердам Хофплейн, так и в Зутермере, были нерентабельны и находились под угрозой закрытия. При этом население гаагской агломерации росло, с 1983 по 2008 год оно выросло на 15 %. В частности, были построены большие жилые районы в Ипенбюрге, Пейнаккере, Нотдорпе и Лейдсенвене. В Гааге нет и никогда не было метрополитена. В 1988 году мэрия Гааги объявила о намерении улучшить транспортное обеспечение агломерации — в частности, построить линии скоростного трамвая. 22 июня 1988 года гаагская городская комиссия по транспорту одобрила предложение преобразовать линии на Роттердам Хофплейн и в Зутермере в линии скоростного трамвая. 9 июня 1988 года транспортная служба Роттердама также объявила о планах расширения транспортной системы города. Предполагалось строительство дополнительных линий метро и трамвая. В планах стояло соединение метро с железнодорожной линией на Гаагу, а также строительство линии, соединявшей Пейнаккер и Зутермер. В документе впервые упоминался термин RandstadRail — от слова Рандстад, названия городской супер-агломерации на западе Нидерландов, включающей как Роттердам, так и Гаагу (а также Амстердам и Утрехт).
В ноябре 1996 года министру транспорта были представлены планы по созданию RandstadRail, включавшие:
- переоборудование линий на Хофплейн и в Зутермере для лёгкого рельсового транспорта;
- продление линий в центры Гааги и Роттердама;
- постройку прямой линии из Зутермера в Роттердам.

Проект был холодно встречен в министерстве, и в результате первая очередь планов была существенно сокращена. Было решено, что в Зутермеер из Гааги будет пущен скоростной трамвай, а в Роттердам — метро. Стоимость сокращённого проекта оценивалась в 1,2 миллиарда гульденов. После нескольких видоизменений проекта, главным образом с целью экономии, 12 июля 2000 года проект был подписан министром транспорта, а 21 ноября 2002 года началось строительство.
25 мая 2006 года линии были официальны выведены из разряда железнодорожных, и движение по ним прекращено. На переходный период были пущены автобусы. 10 сентября из Роттердама в Нотдопр прошёл первый состав линии E. В дальнейшем участки системы вводились в эксплуатацию по частям.